# .gn
.gn는 기니의 인터넷 국가 코드 최상위 도메인이다. PSGNet에서 관리한다.

## 2차 도메인
- .com.gn: 상업용
- .ac.gn: 학술
- .gov.gn: 정부
- .org.gn: 비영리
- .net.gn: 네트워크 인프라